# Плюсское перемирие
Плю́сское переми́рие — перемирие сроком на 3 года (впоследствии продлено ещё на 4 года), заключённое между Швецией и Московским государством в 1583 году на реке Плюсса. Один из дипломатических актов, завершивших Ливонскую войну 1558—1583 годов.

## Ход переговоров
Первый тур переговоров между Швецией и Русским государством был проведён в мае 1583 года и закончился подписанием 26 мая прелиминарного мирного договора сроком на два месяца (истекал в апреле 1583 года).
Второй тур переговоров между государствами начался в августе того же года. Шведскими представителями на них были барон Экхольм, наместник Лифляндии и Ингерманландии Понтус Делагарди; королевский военный комиссар Эстляндии и наместник Финляндии Клас Окессон Тотт. Послами Московского государства были князь И. С. Лобанов-Ростовский; думный дворянин И. П. Татищев; дьяк Посольского приказа Д. Петелин.
Переговоры между сторонами закончились подписанием 10 августа 1583 года первого Плюсского перемирия сроком на три года.
28 декабря 1585 года между Швецией и Московским государством было подписано второе Плюсское перемирие сроком на 4 года, которое вступило в силу 6 января 1586 года. Шведскими представителями на переговорах были Понтус Делагарди; Клас Окессон Тотт и военный комиссар Эстляндии Класс Бьелке. Послами нового царя Фёдора, сменившего скончавшегося 18 марта 1584 года Ивана IV, были князь Ф. Д. Шестунов; думный дворянин И. П. Татищев.

## Положения договора

### Положения первого Плюсского перемирия
В ходе переговоров сторонам удалось прийти только к заключению перемирия, так как нерешёнными оставались территориальные споры.

### Положения второго Плюсского перемирия
В ходе переговоров сторонам удалось заключить новое перемирие сроком на 4 года. Кроме того, были достигнуты договорённости собраться 20 июля 1586 года для достижения мирного договора. Тем не менее шведская сторона всеми способами противилась подписанию договора, предпочитая продление перемирия: Швеция не хотела уступать Московскому государству земли, которые были заняты ею в конце Ливонской войны, хотя в течение многих лет бо́льших успехов добилась российская сторона.
В результате, занятые (на временной основе) шведской стороной земли постепенно очертили новую границу между двумя государствами, но уже на постоянной основе. Таким образом, Швеция сохраняла за собой захваченные в ходе Ливонской войны города Ям, Копорье, Ивангород и Корелу с их уездами. За Россией остался лишь узкий выход к Балтийскому морю в устье Невы. Тем не менее ни в одном тексте мирного договора эти территориальные уступки зафиксированы не были.

## Значение
Ливонская же война окончилась тяжёлым поражением, в результате чего резко ухудшилось международное положение Московского государства. Несмотря на то, что Московское государство фактически лишилось в результате захвата Швецией значительных территорий, что ухудшало его стратегические позиции, страна, тем не менее, сохранила за собой небольшой, но очень важный участок побережья Балтийского моря — устье Невы. К тому же, территориальные уступки носили лишь временный характер. По истечении Плюсского перемирия в 1590 году началась новая война между двумя государствами, начатая Московским государством с целью возврата утерянных в годы Ливонской войны земель.